# Petit Jean
Pour les articles homonymes, voir Petit Jean (homonymie).
Petit Jean est un personnage de fiction anglais. Il est l'un des compagnons de Robin des Bois.

## Description
Le personnage de Petit Jean ((en) Little John) est étroitement lié à celui de Robin des Bois. Il a souvent été représenté grand et fort : il est le chef des « rebelles » de la forêt avant l'arrivée de Robin. C'est lui qui impose le duel au bâton à Robin pour passer la rivière.
Pourquoi « Petit » alors qu'il est grand ? Il s'agit en fait de « jeune » et non pas de « petit » (little en anglais renvoyant aussi à « jeune »). Ce prénom existe en irlandais sous la forme de SeanOg, où Sean correspond à Jean/John et Og à « jeunesse ».
Petit Jean est un personnage clef de la période calendaire des 12 jours de Noël (de Noël - 25 décembre - à l'épiphanie - 6 janvier), période d'inversion temporelle où les plus jeunes sont les plus sages, les plus pauvres sont les dirigeants, etc. (fête des innocents, fête des enfants, fête des fous, fête des femmes, toutes situées dans cette période).
C'est à cette période qu'avait lieu en Irlande la chasse rituelle du roitelet, le plus petit et plus faible des animaux, dont le nom néanmoins fait de lui le roi des animaux (roitelet, littéralement « le petit roi »). Il était alors considéré comme l'oiseau le plus lourd et le plus gros du pays,.
Robin des Bois fait lui aussi partie intégrante de cette période : Robin en anglais désigne le rouge-gorge, associé au roitelet.

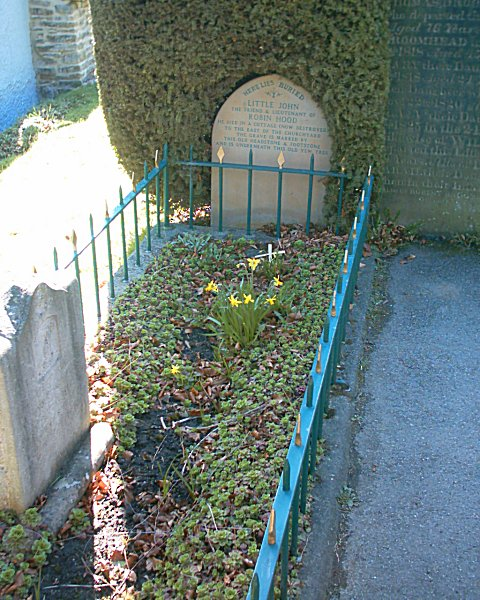
La tombe de Petit Jean dans le cimetière de l'église St Michael à Hathersage, Angleterre.

Petit Jean et Robin suivent, par leur nom même, l'archétype des héros des contes : les plus jeunes sont, finalement, les plus forts, les plus sages, les plus malins. Ils déjouent tous les pièges et sortent vainqueurs. Il existe d'autres personnages de contes qui possèdent ces attributs : le Petit Poucet (le plus jeune des sept frères), Cendrillon (la plus jeune des trois sœurs), etc.

## Apparitions principales dans d'autres médias
Sauf indication contraire, les informations mentionnées dans cette section peuvent être confirmées par la base de données cinématographiques IMDb,  présente dans la section « Liens externes ».

### Cinéma
- 1922 : Robin des Bois (Robin Hood) d'Allan Dwan, interprété par Alan Hale
- 1938 : Les Aventures de Robin des Bois (The Adventures of Robin Hood) de Michael Curtiz et William Keighley, interprété par Alan Hale
- 1946 : Le Fils de Robin des Bois (The Bandit of Sherwood Forest) de Henry Levin et George Sherman, interprété par Ray Teal
- 1948 : Le Prince des voleurs (The Prince of Thieves) de Howard Bretherton, interprété par Walter Sande
- 1952 : Robin des Bois et ses joyeux compagnons (The Story of Robin Hood and His Merrie Men) de Ken Annakin, interprété par James Robertson Justice
- 1954 : La Revanche de Robin des Bois (Men of Sherwood Forest) de Val Guest, interprété par Leslie Linder
- 1960 : Le Serment de Robin des Bois (Sword of Sherwood Forest) de Terence Fisher, interprété par Nigel Green
- 1964 : Les Sept Voleurs de Chicago (Robin and the 7 Hoods) de Gordon Douglas, interprété par Dean Martin (version modernisée et transposée dans l'Outfit de Chicago dans les années 1930)
- 1967 : Le Défi de Robin des Bois (A Challenge for Robin Hood) de C.M. Pennington-Richards, interprété par Leon Greene
- 1969 : Wolfshead: The Legend of Robin Hood de John Hough, interprété par Dan Meaden (le personnage est ici nommé John Little of Cumberland)
- 1971 : La Grande Chevauchée de Robin des Bois (L'Arciere di fuoco) de Giorgio Ferroni, interprété par Nello Pazzafini
- 1973 : Robin des Bois (Robin Hood) film d'animation Disney de Wolfgang Reitherman, doublé en anglais par Phil Harris et en français par Claude Bertrand (voir Petit Jean (Disney))
- 1976 : La Rose et la Flèche (Robin and Marian) de Richard Lester, interprété par Nicol Williamson
- 1991 : Robin des Bois (Robin Hood) de John Irvin, interprété par David Morrissey
- 1991 : Robin des Bois, prince des voleurs (Robin Hood: Prince of Thieves) de Kevin Reynolds, interprété par Nick Brimble
- 1993 : Sacré Robin des Bois (Robin Hood: Men in Tights) de Mel Brooks, interprété par Eric Allan Kramer (version parodique)
- 2010 : Robin des Bois (Robin Hood) de Ridley Scott, interprété par Kevin Durand
- 2012 : Tom et Jerry : L'histoire de Robin des bois (Tom and Jerry: Robin Hood and His Merry Mouse) de Spike Brandt et Tony Cervone, doublé en anglais par John DiMaggio
- 2015 : Robin des bois, la véritable histoire d'Anthony Marciano, interprété par Ary Abittan (version parodique)
- 2018 : Robin des Bois (Robin Hood) d'Otto Bathurst, interprété par Jamie Foxx

### Télévision
- 1955-1959 : Robin des Bois (The Adventures of Robin Hood) (117 épisodes), interprété par Archie Duncan
- 1967-1968 : Robin Fusée (Rocket Robin Hood) (6 épisodes), doublé en anglais par Ed McNamara
- 1984-1986 : Robin of Sherwood (23 épisodes), interprété par Clive Mantle
- 1991 : Robin des Bois Junior (Young Robin Hood) (26 épisodes), doublé en anglais par Terrence Scammell et en français par Éric Etcheverry
- 1997-1998 : Les Nouvelles Aventures de Robin des Bois (The New Adventures of Robin Hood) (48 épisodes), interprété par Richard Ashton
- 2001 : Le Royaume des voleurs (Princess of Thieves) téléfilm de Peter Hewitt, interprété par Jonathan Hyde
- 2006-2009 : Robin des Bois (Robin Hood) (38 épisodes), interprété par Gordon Kennedy
- 2009 : La Créature de Sherwood (Beyond Sherwood Forest) téléfilm de Peter DeLuise, interprété par Mark Gibbon
- 2013-2016 : Once Upon a Time (9 épisodes), interprété par Jason Burkart
- 2014 : Robot des Bois, épisode de la série télévisée de Doctor Who, interprété par Rusty Goffe

Autre
- 2013 : Robin des Bois, comédie musicale de Lionel Florence et Patrice Guirao, interprété par Marc Antoine